# Владимировка (Владимировский сельский совет)
Владимировка (укр. Володимирівка) — село в Доманёвском районе Николаевской области Украины.
Также имеет название Аврора (в честь названия колхоза)
Население по переписи 2001 года составляло 688 человек. Почтовый индекс — 56455. Телефонный код — 5152. Занимает площадь 2,035 км².

## Местный совет
56455, Николаевская обл., Доманёвский р-н, с. Владимировка, ул. Ленина, 26